# Leopoldo Marco Antonio Caldani
Leopoldo Marco Antonio Caldani (Bologna, 21 novembre 1725 – Padova, 30 dicembre 1813) è stato un fisiologo e anatomista italiano.

## Biografia

Frontespizio delle Institutiones pathologicae

Dopo gli studi primari, si laureò in medicina e filosofia all'Università di Bologna il 12 ottobre 1750. Lavorò inizialmente come assistente nell'ospedale di S. Maria della Morte, svolgendovi anche ricerche sperimentali di anatomia e fisiologia che lo imposero all'attenzione del mondo medico e scientifico. La sua reputazione di giovane e promettente scienziato si diffuse rapidamente tanto che fu ammesso all'Accademia dell'Istituto delle Scienze di Bologna e, nel 1755, il Senato Bolognese gli conferì la cattedra di medicina pratica all'Università di Bologna.
Il Caldani aveva richiamato subito l'attenzione del mondo scientifico per i suoi studi sperimentali sull'elettricità animale e per aver aderito alla dottrina fisiologica di Albrecht von Haller della irritabilità e sensibilità animale, che tuttavia contribuì a rivedere criticamente. Proprio l'adesione alla teoria Halleriana lo coinvolse in aspre polemiche nel tradizionale mondo accademico bolognese, tanto che il Caldani, amareggiato per la dura ostilità dei colleghi, maturò la decisione di lasciare Bologna e nel 1760 si trasferì a Venezia, dove esercitò la medicina, subito con grande successo.
In questo periodo, numerose università italiane e europee gli offrirono cattedre. Nel 1764 infine accettò la cattedra di medicina teorica dell'Università degli Studi di Padova offertagli dai Riformatori dello Studio. All'Università di Padova il Caldani fu professore per oltre 40 anni, fino al 1806, succedendo a Giovanni Battista Morgagni sulla cattedra di anatomia nel 1772. Nel 1758 si era già recato a Padova per ascoltare le lezioni di Morgagni e conoscerlo di persona.
Tuttavia nell'ambiente accademico e nei salotti era nota la sua rivalità e antipatia verso il Morgagni, della cui opera scientifica non comprese (o non volle riconoscere) del tutto l'importanza, e che, in pubblico, soleva chiamare ironicamente Sua Maestà Anatomica e in privato principe de' macellai. Il Morgagni lo ricambiava in ugual misura, e anzi cercò di ostacolarne l'ascesa accademica, vedendo in lui un possibile successore in grado di eguagliarne la fama.
Caldani, figura di grande notorietà nell'ambiente biomedico italiano e europeo di fine Settecento, dal punto di vista scientifico fornì contributi originali in anatomia, fisiologia e patologia e fu anche stimatissimo anche come medico pratico, sebbene oggi il suo nome non sia tra i più ricordati del periodo (perlomeno non ai livelli di Spallanzani, Haller o dello stesso Morgagni). Ciò è dimostrato dai numerosi contatti epistolari costanti con tutti i maggiori scienziati europei a lui contemporanei e dall'appartenenza a svariate accademie scientifiche, tra cui l'Accademia Nazionale delle Scienze, la Royal Society di Londra, l'Accademia delle Scienze di Berlino e la Società Reale delle Scienze di Gottinga.
Diverse sue opere monografiche ebbero ampia fama e vennero adottate come libri di testo in molte università italiane e europee. Tra tutte va ricordato il classico atlante anatomico Icones anatomicae quotquot sunt celebriores ex optimis neoteoricum operibus summa diligentia deromptae et collectae (uno dei più famosi atlanti della storia dell'anatomia, in 4 volumi, editi a Venezia tra il 1801 e il 1814) creato in collaborazione con il nipote e successore a Padova sulla cattedra di anatomia Floriano Caldani.

## Opere principali

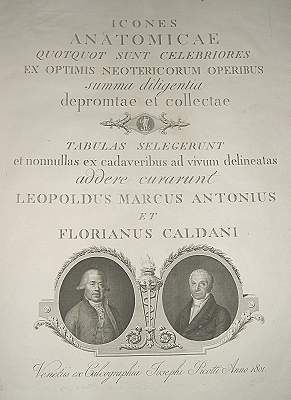
Icones Anatomicae

- Institutiones Pathologicae (Padova, 1772; 1776; Leida, 1784; Praga, 1784; Venezia, 1786; Napoli, 1787).
- Institutiones Physiologicae (Padova, 1773; 1778; Leida, 1784; Praga, 1784; Lipsia, 1785; Venezia, 1786; Napoli, 1787).
- Dialoghi di fisiologia e patologia (Padova, 1778)
- Institutiones Anatomicae (Venezia, 1787; Napoli, 1791; Lipsia, 1792; Brescia, 1807).
- Icones anatomicae quotquot sunt celebriores ex optimis neoteoricum operibus summa diligentia deromptae et collectae (4 voll. + 5 di explicationes, in collaborazione con Floriano Caldani (Venezia, 1801 - 1814).
- Institutiones Semeiotikès (Padova, 1806).